# Crossroads – Pakt mit dem Teufel
Crossroads – Pakt mit dem Teufel ist ein US-amerikanisches Roadmovie von Walter Hill aus dem Jahr 1986. In den Hauptrollen sind Ralph Macchio als Eugene Martone und Joe Seneca als Willie Brown zu sehen.

## Handlung
Der junge Weiße Eugene studiert klassische Gitarre an der renommierten Juilliard School in New York City. Sein Herz gehört jedoch dem Blues der 30er und 40er Jahre. Durch Recherchen findet er einen alten Bluesmusiker dieser Zeit, den schwarzen Bluesharp-Spieler Willie Brown, der sich in einem Altenheim für Strafgefangene befindet. Eugene nimmt einen Job als Reinigungskraft an, um Kontakt zu Willie zu bekommen. Er möchte von ihm Hilfe bei der Suche nach einem verschollenen Song von Blueslegende Robert Johnson. Willie bestreitet zunächst seine Identität und macht sich über den weißen Möchtegern-Bluesman aus Long Island lustig. Den Blues könne man nur auf der Straße und im Delta lernen. Schließlich gibt er zu, Willie Blind Dog Fulton Brown zu sein und willigt unter der Bedingung ein, dass Eugene ihn aus dem Heim holt und mit ihm nach Mississippi fährt. Er möchte zurück zu der Wegkreuzung, an der er als Jugendlicher seine Seele an den Teufel verkauft hat, um von ihm den Blues zu lernen. Diese Fahrt, teils mit dem Greyhound-Bus, teils als Anhalter und teils zu Fuß, wird für die beiden eine Reise zurück zu den Wurzeln des Blues. Unterwegs kauft sich Eugene in einem Pfandleihgeschäft seine erste elektrische Gitarre, eine beigefarbene Fender Telecaster, mit kleinem Verstärker und gibt zusammen mit Willie kleine Straßenkonzerte und auch einen gemeinsamen Auftritt in einem Bluespub, in dem nur Afroamerikaner verkehren. Eugene gelingt es, mit seinem exzellenten Spiel das Publikum mitzureißen.
Auf ihrer fortgesetzten Wanderschaft, bei der Willie Brown seinen unerfahrenen Kameraden Eugene in die ungeschriebenen Gesetze des Tramper-Lebens einweiht, treffen sie die junge Ausreißerin Frances, die sie ein Stück des Weges begleitet und eine Liebesbeziehung mit Eugene beginnt. Außerdem legt sich Eugene den bluesigen Spitznamen Lightning Boy zu. Auf ihrem Weg werden sie rassistisch gedemütigt und von der örtlichen Polizei schikaniert und ihres Bargeldes beraubt. Nachdem Frances sich ohne Abschied von den beiden trennt, erlebt Eugene zum ersten Mal den Blues und beginnt, seine Gefühle mit seiner Gitarre zum Ausdruck zu bringen. Eugene und Willie gelangen schließlich zu der Wegkreuzung, wo sie auf einen Mann namens Legba treffen (der Name eines Gottes aus der Voodoo-Mythologie). Willie verlangt von Legba, dass er den Vertrag rückgängig macht, damit er seine Seele retten kann. Dieser bietet ihm einen Wettstreit an: Eugene soll mit einem anderen Gitarristen ein „head-cutting-duel“ (ein Duell, in dem zwei Gitarristen musikalisch gegeneinander antreten) bestreiten. Sollte Eugene gewinnen, erlischt der Vertrag mit Willie; sollte er verlieren, verliert er ebenfalls seine Seele an den Teufel.
In einem faszinierenden Duell besiegt Eugene den Gitarristen Jack Butler, verkörpert von dem US-amerikanischen Gitarristen Steve Vai, mit der Interpretation eines klassischen Stückes (Caprice No 5 von Niccolò Paganini). Legba zerreißt den Vertrag – Eugene hat Willies Seele gerettet. Beide beschließen, noch eine Zeit zusammen zu bleiben, um danach eigene Wege zu gehen.

## Musik
Der Gitarrist Steve Vai spielte für den Soundtrack beide Gitarrenparts des Duells ein, nur der Slidegitarrenpart wurde von Ry Cooder aufgenommen. Der Schauspieler Macchio ist zwar auch Gitarrist und spielte während der Filmaufnahmen die zuvor aufgenommenen Stücke nach, seine Aufnahmen wurden jedoch nicht verwendet.
Das Stück, mit dem Eugene am Ende das Duell gegen den Gitarristen des Teufels gewinnt, ist als Eugenes Trick Bag bekannt geworden. Bekannt ist vor allem das Bending in die Tonlage eines imaginären 29. Bundes einer Gitarre.

## Kritik
Roger Ebert vergab 3½ Sterne und schrieb: „Crossroads erinnert an und bedient sich bei so vielen anderen Filmen, dass man am Ende überrascht davon ist, wie effektiv und eigenständig der Film trotzdem ist.“
Das Lexikon des internationalen Films meinte: „Die Mischung aus Roadmovie, Initiationsgeschichte und Volksmärchen ist geradlinig und dramaturgisch souverän inszeniert, von erfrischenden Figuren bevölkert und stimmig mit hervorragender Musik unterlegt.“

## Auszeichnungen
- 1986 Georges Delerue Prize für die beste Musik

## Trivia
- Inspiriert von dem Film Crossroads begann Nita Strauss, die seit 2014 der Alice Cooper Band angehört, das Gitarre spielen.[4] Crossroads gehört zudem zu den Lieblingsfilmen von Mötley-Crüe-Gitarrist Mick Mars.[5]